# Fannia tigripeda
Fannia tigripeda är en tvåvingeart som beskrevs av Xue, Wang och Li 2001. Fannia tigripeda ingår i släktet Fannia och familjen takdansflugor.
Artens utbredningsområde är Jilin (Kina). Inga underarter finns listade i Catalogue of Life.